# Paramphithoe polyacantha
Paramphithoe polyacantha is een vlokreeftensoort uit de familie van de Epimeriidae. De wetenschappelijke naam van de soort is voor het eerst geldig gepubliceerd in 1885 door Murdoch.